# 407
Năm 407 là một năm trong lịch Julius.